# STS–105
Az STS–105 jelű küldetés az amerikai űrrepülőgép-program 106., a Discovery űrrepülőgép 30. repülése, nagyjavítása előtti utolsó küldetése. Nagyjavítása mellett  „üveg pilótafülkével” látták el, ami azt jelenti, hogy elektromechanikus műszerek helyett LCD-kijelzők mutatják az adatokat.

## Jellemzői
Legénységcserét ( a 3. Személyzet szállítására, a 2. Személyzet visszaszállítása), logisztikai (víz, élelmiszer, ruházat, személyes tárgyak, tudományos anyagok- és műszerek) felszerelést szállított az olasz Leonardo Multi-Purpose Logistics Module (MPLM) modullal. Az MPLM modult a  Canadarm2 manipulátor kar segítségével az űrállomás a Unity moduljához csatlakoztatták. Kirakodás után a csomagoló anyagokat, felesleges eszközöket, kutatási anyagokat, szemetet bepakolták. Program végeztével visszahelyezték az űrrepülőgép rakterébe. Lekapcsolódás után az űrrepülőgép mintegy 450 méterre elsodródott, amikor indították a főmotorokat.

## Első nap
2001. augusztus 10-én a szilárd hajtóanyagú gyorsítórakéták, Solid Rocket Booster(SRB) segítségével Floridából, a Cape Canaveral (KSC) Kennedy Űrközpontból, a LC39–A (LC–Launch Complex) jelű indítóállványról emelkedett a magasba. Az orbitális pályája 92,3 perces, 51,6 fokos hajlásszögű, elliptikus pálya perigeuma 373 kilométer, az apogeuma 402 kilométer volt. Felszálló tömeg indításkor 116 914 kilogramm, leszálló tömeg 100 824 kilogramm. Szállított hasznos teher 9072 kilogramm.
Az egyik legfontosabb szerelési művelet, a személyre szabott űrrepülőgép/Szojuz űrhajó ülések cseréje. A mentő űrhajó szerepét az Szojuz űrhajó töltötte be.

## Hasznos teher
1. A Leonardo (MPLM) modulban több kutatási, kísérleti, gyártási alapanyag volt elhelyezve, amelyeket a Destiny laboratóriumba helyeztek el. A teljes rakomány súlya 3073 kilogramm.
2. Materials International Space Station Experiment (MISSE) – a négy bőröndszerű tárolóban különféle anyagok és alkatrészek (jövőbeni űreszközök építéséhez) tesztelését végezték mikrogravitációs környezetben. A tárolókat az ISS űrállomás külső felületén helyezték el. Földről kapott impulzus hatására kinyíltak, hogy az anyagok, eszközök közvetlenül érintkezzenek a világűr hatásaival. A Shuttle–Mir program keretében az STS–76 és az STS–86 küldetésén szerepelt a program.
3. Goddard Space Flight Center (GSFC) – automatikus kísérletek, anyagok előállításához alkalmazott robotok.
4. Cell Growth in Microgravity GAS Canister (G-708) – sejtnövekedési kísérletek.
5. Microgravity Smoldering Combustion experiment (MSC) – mikrogravitációs égési kísérletek.
6. Hitchiker Experiment Advancing Technology Space – tíz hasznos kísérleti teher.

### Űrséták
Az első űrséta (kutatás, szerelés) alatt meghatározták azokat a pontokat, ahova a  Canadarm2 manipulátor kar segítségével elhelyezték a MISSE bőröndszerű tárolókat. A második EVA alatt  kapaszkodókat építettek, majd elvégezték a szükségszerű javításokat, karbantartásokat,
(zárójelben a dátum és az időtartam)
- EVA 1: Barry és a Forrester (2001. augusztus 16., 6 óra 16 perc)
- EVA 2: Barry és a Forrester (2001. augusztus 18., 5 óra 29 perc)

## Tizenegyedik nap
2001. augusztus 22-én a Kennedy Űrközponton (KSC), kiinduló bázisán szállt le. Összesen 11 napot, 21 órát, 13 percet és 52 másodpercet töltött a világűrben. 6 900 000 kilométert (4 280 000 mérföldet) repült, 185 alkalommal kerülte meg a Földet.

## Személyzet
(zárójelben a repülések száma az STS–105 küldetéssel együtt)
- Scott Jay Horowitz  (4), parancsnok
- Frederick Wilford Sturckow  (2), pilóta
- Daniel Thomas Barry  (3), küldetésfelelős
- Patrick Graham Forrester  (1), küldetésfelelős
- Frank Lee Culbertson  (3), küldetésfelelős/ISS parancsnok
- Mihail Vlagyiszlavovics Tyurin  (1), küldetésfelelős/ISS fedélzeti mérnök – Orosz Szövetségi Űrügynökség (RKA)
- Vlagyimir Nyikolajevics Gyezsurov  (2), küldetésfelelős/ISS fedélzeti mérnök – RKA

### Tartalék személyzet
- Valerij Grigorjevics Korzun  küldetésfelelős/ISS parancsnok
- Peggy Annette Whitson  küldetésfelelős/ISS fedélzeti mérnök
- Szergej Jevgenyjevics Trescsov  küldetésfelelős/ISS fedélzeti mérnök – RKA

### Visszatérő személyzet
- Scott Jay Horowitz (4), parancsnok
- Frederick Wilford Sturckow (2), pilóta
- Daniel Thomas Barry (3), küldetésfelelős
- Patrick Graham Forrester (1), küldetésfelelős
- Jurij Vlagyimirovics Uszacsov  (4), ISS parancsnok/küldetésfelelős – RKA
- James Shelton Voss  (5), ISS fedélzeti mérnök/küldetésfelelős
- Susan Helms  (5), ISS fedélzeti mérnök/küldetésfelelős